# Marco de Gastyne
Marc Henri Benoist dit Marco de Gastyne, né le 15 juillet 1889 dans le 17e arrondissement de Paris, arrondissement où il est mort le 8 novembre 1982, est un peintre français devenu réalisateur.

## Biographie
Marco de Gastyne est le fils de l'écrivain Jules Benoist, plus connu sous le nom de Jules de Gastyne, et le frère du chef décorateur Guy de Gastyne. Après avoir étudié la peinture (il obtient le premier Prix de Rome en 1911), il est admis comme pensionnaire à la Villa Médicis de 1911 à 1913. En 1914, il épouse Mary Christian, chanteuse lyrique, avec laquelle il a une fille et dont il divorce au bout de 10 ans. En 1923, il obtient le prix Eugène-Thirion.
Il se tourne ensuite vers le cinéma, d'abord comme décorateur pour René Le Somptier, Germaine Dulac ou Robert Boudrioz, puis il devient réalisateur de films à partir de 1922. En 1924, il se remarie avec Choura Milena, d'origine russe, qu'il fait jouer dans ses films. Pendant la période du muet, il tourne notamment  La Châtelaine du Liban avec Arlette Marchal (1926) et La Merveilleuse Vie de Jeanne d'Arc avec Simone Genevois (1929).
En 1930, son premier film parlant, Une belle garce, est un succès commercial, succès qui ne se renouvelle pas par la suite. Il abandonne le cinéma à la fin des années 1930, revient à la peinture, puis il réalise des courts métrages à partir de 1945. En 1954, il tourne en Égypte un film, Le Masque de Toutankhamon (ou Le Trésor des pharaons) qui ne sera jamais monté. À cette occasion, il remarque une jeune figurante qu'il envoie tenter sa chance à Paris, où elle va devenir Dalida. Il reprend son activité de peintre après avoir quitté  définitivement les plateaux de cinéma.
Il a aussi été illustrateur, comme dans le journal La Baïonnette [lire en ligne] [lire en ligne].

## Filmographie

### Réalisateur
- 1923 : Inch'Allah, coréalisé avec Franz Toussaint
- 1923 : À l'horizon du sud (ou L'Aventure)
- 1925 : La Blessure (ou Les Ailes brûlées)
- 1926 : La Châtelaine du Liban
- 1928 : La Madone des sleepings, coréalisé par Maurice Gleize
- 1928 : Mon cœur au ralenti
- 1929 : La Merveilleuse Vie de Jeanne d'Arc, fille de Lorraine
- 1930 : Une belle garce
- 1932 : Une fine partie (court métrage)
- 1932 : Le Chimpanzé (court métrage)
- 1932 : Claudie dompteuse (ou Mademoiselle Orphée) (court métrage)
- 1932 : La Bête errante
- 1933 : Rothchild
- 1935 : Vas-y, tue-moi ! (court métrage)
- 1937 : La Reine des resquilleuses, coréalisé avec Max Glass
- 1940 : Une idée à l'eau (ou L'Irrésistible Rebelle titre de reparution)
- 1943 : L'École de Barbizon (court métrage)
- 1950 : Bistro (court métrage)
- 1955 : Le Masque de Toutankhamon (ou Le Trésor des pharaons ou L'Or du Nil) avec Dalida
- 1962 : Trique, gamin de Paris
- 1964 : Douchka (court métrage)

### Scénariste
- 1923 : À l'horizon du sud (ou L'Aventure)
- 1928 : La Madone des sleepings de Maurice Gleize et Marco de Gastyne
- 1950 : Bistro (court métrage)
- 1962 : Trique, gamin de Paris
- 1964 : Douchka  (court métrage)

## Tableaux
- Salon de Paris, Portrait de Mme JB
- L'Angoisse du poilu[5] (Je ne peux pas dormir dans ce silence, première guerre mondiale)